# لیک‌وود (حوزه سرشماری) ویسکانسین
لیکوود (به انگلیسی: Lakewood) یک منطقهٔ مسکونی در ایالات متحده آمریکا است که در شهرستان اوکونتو، ویسکانسین واقع شده‌است. لیکوود ۳۲۳ نفر جمعیت دارد و ۳۹۰٫۱۵ متر بالاتر از سطح دریا واقع شده‌است.